# Рёнч, Пауль
Пауль Имануэль Рёнч (нем. Paul Imanuel Röntsch; 2 января 1843, Лейпциг — 1924) — немецкий культурный деятель.
Юрист по образованию, с 1873 года вёл юридическую практику. В 1890 году вошёл в состав директората Лейпцигской консерватории, в 1897 году после смерти председателя директората Отто Гюнтера возглавил это учебное заведение (одновременно с этим была учреждена должность директора по учебным вопросам — нем. Studiendirektor, которую занял композитор и дирижёр Карл Райнеке). Руководил консерваторией до конца жизни; под редакцией Рёнча вышел праздничный сборник к 75-летию консерватории (нем. Festschrift zum 75-jährigen bestehen des königlichen Konservatoriums der Musik zu Leipzig; 1918). Несмотря на то, что в консерватории в ведении Рёнча были исключительно административные вопросы, он оказывал разнообразную поддержку Максу Регеру и его музыке, в связи с чем Регер посвятил Рёнчу свой секстет Op.118 (1910). Рёнчу также посвятил свою книгу о регистровке органной музыки Рудольф Рудольц. В 1903—1921 гг. входил также в состав дирекции лейпцигского Гевандхауса, исполнял обязанности юридического советника Всенемецкого музыкального общества.